# ヤン・ホフマン
ヤン・ホフマン（Jan Hoffmann、1955年10月26日 - ）は、ドイツ出身のフィギュアスケート選手。1980年レークプラシッドオリンピック男子シングル銀メダリスト。1974年、1980年世界フィギュアスケート選手権優勝。

## 経歴
- 1968年 グルノーブルオリンピックに東ドイツ代表として12歳で出場。26位。
- 1972年 札幌オリンピックに出場し6位。
- 1974年、1980年世界フィギュアスケート選手権 優勝。
- 1974年、1977年、1978年、1979年ヨーロッパフィギュアスケート選手権 優勝。
- 1980年 レークプラシッドオリンピックで銀メダル獲得。
- 1980年 シーズン終了後に現役引退。

引退後は整形外科医となった。スケート界には審判として関わっている。

## 主な戦績
| 大会/年        | 67-68 | 69-70 | 70-71 | 71-72 | 72-73 | 73-74 | 74-75 | 75-76 | 76-77 | 77-78 | 78-79 | 79-80 |
| -------------- | ----- | ----- | ----- | ----- | ----- | ----- | ----- | ----- | ----- | ----- | ----- | ----- |
| オリンピック   | 26    |       |       | 6     |       |       |       | 4     |       |       |       | 2     |
| 世界選手権     |       | 10    | 4     | 6     | 3     | 1     |       | 3     | 2     | 2     | 3     | 1     |
| 欧州選手権     |       | 9     | 4     |       | 3     | 1     |       | 3     | 1     | 1     | 1     | 2     |
| 東ドイツ選手権 | 2     | 2     | 1     | 1     | 1     | 1     |       | 1     | 1     | 1     | 1     | 1     |